# Бубякин, Михаил Александрович
Михаил Александрович Бубякин — советский хозяйственный и государственный деятель, лауреат Государственной премии СССР за выдающиеся достижения в труде.

## Биография
Родился в 1939 году в Вологодской области. Член КПСС.
В 1960—1991 — строитель, бригадир комплексной бригады передвижной механизированной колонны № 270 треста «Вологдасельстрой».
За существенное повышение эффективности и качества строительных работ на основе комплексной механизации, эффективного использования техники и передового опыта был в составе коллектива удостоен Государственной премии СССР за выдающиеся достижения в труде 1977 года.
Жил в Вологде.

## Награды
- Орден Ленина (1986)
- Орден Знак Почёта (1971)
- Орден Трудовой Славы II степени (1981)
- Орден Трудовой Славы III степени (1975)